# Amphibolia maritima
Amphibolia maritima là một loài thực vật có hoa trong họ Phiên hạnh. Loài này được L.Bolus ex Toelken & Jessop mô tả khoa học đầu tiên năm 1976.